# Морланвелз
Морланвелз (на френски: Morlanwelz) е селище в Югозападна Белгия, окръг Тюен на провинция Ено. Населението му е около 18 600 души (2006).